# Velká rána
Velká rána (v anglickém originále The Big Bounce) je americký kriminální film z roku 2004. Režisérem filmu je George Armitage. Hlavní role ve filmu ztvárnili Owen Wilson, Morgan Freeman, Charlie Sheen, Sara Foster a Vinnie Jones.

## Obsazení
| Owen Wilson        | Jack Ryan      |
| Morgan Freeman     | Walter Crewes  |
| Charlie Sheen      | Bob Rogers Jr. |
| Sara Foster        | Nancy Hayes    |
| Vinnie Jones       | Lou Harris     |
| Gary Sinise        | Ray Ritchie    |
| Bebe Neuwirth      | Alison Ritchie |
| Willie Nelson      | Joe            |
| Harry Dean Stanton | Bob Rogers Sr. |